# Achromadora longicauda
Achromadora longicauda är en rundmaskart som beskrevs av W. Schneider 1937. Achromadora longicauda ingår i släktet Achromadora och familjen Cyatholaimidae. Inga underarter finns listade i Catalogue of Life.